# Antilambda
El signo antilambda o corchete angular, conocido en paleografía con la denominación latina diple (simple: < o >; o doble < >), es un signo ortográfico auxiliar que puede usarse simple o doble, con una forma de apertura y otra de cierre. Tiene diversos usos técnicos.

## Historia
El nombre del signo viene de su semejanza con la forma de la letra griega lambda mayúscula (Λ) girada 90°. Por su parte, el nombre «diple» proviene de la voz griega διπλῆ, que significa ‘doble’ y se refiere a las dos líneas que lo componen. El símbolo > se denomina diple aviesa o siniestra, mientras el símbolo < carece de adjetivo (aunque, por analogía, podría denominarse diple recta o diestra).
La antilambda ya se usaba en la Antigua Grecia. El símbolo > se consideraba una creación de Aristarco de Samotracia (siglo II a. C.), un editor de Homero, que lo usaba para indicar que disentía de la opinión de Zenódoto de Éfeso, un editor anterior.
Ese mismo signo > se usaba en los márgenes de los manuscritos latinos y griegos para indicar que en esa línea había alguna palabra o pasaje relevante. Posteriormente se introdujo el signo contrario < para encerrar el texto.
Isidoro de Sevilla explica en las Etymologiae que el antilambda se usaba en su época para indicar que una cita de un texto era bíblica, y no un comentario. En la Edad Media se usaron distintas variantes del signo: V, Y, 7… Con la imprenta siguió usándose, siendo este el origen de las llamadas comillas latinas.

## Uso como signo doble (de apertura y cierre)
Como signo doble recibe también el nombre de paréntesis angulares, siendo sus principales usos los siguientes:
- En las transcripciones paleográficas y en las ediciones críticas de textos antiguos se usa para completar abreviaturas y para encerrar partes del texto reconstruidas o ausentes en el original.
- En historietas se usa para indicar que un personaje habla en un idioma distinto.[7]
- En los primeros tiempos de internet se usaba para encerrar direcciones de correo electrónico y páginas web, especialmente en texto plano o en los soportes que no admitían formato.[8]
- En matemáticas indican el subgrupo encerrado por un subconjunto[9] o un producto interno.
- En informática, se utiliza particularmente en lenguajes de marcado HTML y XML.

## Uso como signo simple
Como signo simple se usa en ámbitos del saber muy concretos:
- En lingüística se usa indicar la evolución de una palabra. Así, el signo de cierre indica que el término anterior da origen al que sigue (FACERE > FACER), y el de apertura, que el término que precede deriva del siguiente  (OURO < AURUM).
- En matemáticas el signo > significa ‘mayor que’ (3 > 0) y < significa ‘menor que’ (2 < 5). Existen múltiples combinaciones con otros signos matemáticos, como los signos menor que y mayor que (≤ y ≥) o sus variantes con signo igual (≦ y ≧). Para mayor información al respecto, revísese el bloque Unicode Mathematical Operators.